# توماس أموري
توماس أموري (بالإنجليزية: Thomas Amory)‏ هو كاتب أيرلندي، ولد في 1691، وتوفي في 25 نوفمبر 1788.

## وصلات خارجية
- توماس أموري على موقع الموسوعة البريطانية (الإنجليزية)